# フランシス・ブリアートン (第5代ブリアートン男爵)
第5代ブリアートン男爵フランシス・ブリアートン（英語: Francis Brereton, 5th Baron Brereton、1662年5月1日 – 1722年4月11日埋葬）は、アイルランド貴族。

## 生涯
第3代ブリアートン男爵ウィリアム・ブリアートンとフランシス・ウィラビー（Frances Willoughby、1680年9月12日埋葬、第5代パラムのウィラビー男爵フランシス・ウィラビーの娘）の息子として、1662年5月1日に生まれ、2日にコヴェント・ガーデンの聖ポール教会で洗礼を受けた。
1718年に兄ジョンが死去すると、ブリアートン男爵の爵位を継承した。
生涯未婚のまま死去、1722年4月11日にブリアートンで埋葬された。遺産の管財人は父の姉妹エリザベス（1722年5月以降没）が務め、その死後は最近親の第4代準男爵サー・クロベリー・ホルトとジェームズ・タイレルが務めた。